# Diócesis de Bo
La diócesis de Bo (en latín: Dioecesis Boënsis y en inglés: Roman Catholic Diocese of Bo) es una circunscripción eclesiástica de la Iglesia católica en Sierra Leona. Se trata de una diócesis latina, sufragánea de la arquidiócesis de Freetown. Desde el 15 de enero de 2011 su obispo es Charles Allieu Matthew Campbell.

## Territorio y organización
La diócesis tiene 16 208 km² y extiende su jurisdicción sobre los fieles católicos de rito latino residentes en los distritos de Bo, Bonthe, Pujehun y parte del de Moyamba de la provincia del Sur. 
La sede de la diócesis se encuentra en la ciudad de Bo, en donde se halla la Catedral del Inmaculado Corazón de María.
En 2022 en la diócesis existían 18 parroquias.

## Historia
La diócesis fue erigida el 15 de enero de 2011 mediante la bula Petrini ministerii del papa Benedicto XVI, tras la división de la archidiócesis de Freetown y Bo, que también dio origen a la arquidiócesis de Freetown.

## Estadísticas
Según el Anuario Pontificio 2023 la diócesis tenía a fines de 2022 un total de 57 802 fieles bautizados.
| Año                                                                             | Población            | Población | Población      | Sacerdotes | Sacerdotes    | Sacerdotes    | Bautizados por sacerdote | Diáconos permanentes | Religiosos | Religiosos | Parroquias |
| Año                                                                             | Bautizados católicos | Total     | % de católicos | Total      | Clero secular | Clero regular | Bautizados por sacerdote | Diáconos permanentes | Varones    | Mujeres    | Parroquias |
| ------------------------------------------------------------------------------- | -------------------- | --------- | -------------- | ---------- | ------------- | ------------- | ------------------------ | -------------------- | ---------- | ---------- | ---------- |
| 2011                                                                            | 50 000               | 1 092 657 | 4.6            | 34         | 27            | 7             | 1471                     |                      | 18         | 31         | 14         |
| 2012                                                                            | 50 000               | 1 200 000 | 4.2            | 35         | 28            | 7             | 1428                     |                      | 15         | 18         | 15         |
| 2015                                                                            | 56 400               | 1 293 000 | 4.4            | 32         | 25            | 7             | 1762                     |                      | 17         | 10         | 15         |
| 2018                                                                            | 58 600               | 1 387 000 | 4.2            | 32         | 25            | 7             | 1831                     |                      | 12         | 12         | 15         |
| 2020                                                                            | 57 000               | 1 412 830 | 4.0            | 33         | 26            | 7             | 1727                     |                      | 12         | 11         | 15         |
| 2022                                                                            | 57 802               | 1 484 880 | 3.9            | 32         | 25            | 7             | 1806                     |                      | 13         | 8          | 18         |
| Fuente: Catholic-Hierarchy, que a su vez toma los datos del Anuario Pontificio. |                      |           |                |            |               |               |                          |                      |            |            |            |

## Episcopologio
- Charles Allieu Matthew Campbell, desde el 15 de enero de 2011